# Halové mistrovství Evropy v atletice 2009 – běh na 4 × 400 metrů mužů
Běh na 4 × 400 metrů mužů na halovém mistrovství Evropy v atletice 2009 se konalo v italském Turíně ve dnech 6. března až 8. března 2009; dějištěm soutěže byla hala Oval Lingotto. Ve finálovém běhu zvítězil štafeta Itálie zejména zásluhou Claudia Licciardella, který v závěru posledního úseku dotáhl a výrazně předčil své soupeře.
| Umístění         | Země           | Sestava štafety                                                    | Čas     |
| ---------------- | -------------- | ------------------------------------------------------------------ | ------- |
| Zlatá medaile    | Itálie         | Jacopo Marin, Matteo Galvan, Domenico Rao, Claudio Licciardello    | 3:06,68 |
| Stříbrná medaile | Velká Británie | Richard Buck, Nick Leavey, Nigel Levine, Philip Taylor             | 3:07,04 |
| Bronzová medaile | Polsko         | Jan Ciepiela, Marcin Marciniszyn, Jarosław Wasiak, Piotr Klimczak  | 3:07,04 |
| 4.               | Německo        | Florian Seitz, Thomas Goller, Thomas Schneider, Miguel Rigau       | 3:07,14 |
| 5.               | Rusko          | Denis Alexejev, Konstantin Svečkar, Vladimir Krasnov, Maxim Dyldin | 3:07,83 |
| 6.               | Francie        | Yannick Fonsat, Yoan Decimus, Nicolas Fillon, Brice Panel          | 3:11,27 |